# Скапен-Штукар
Скапен-Штукар, Витівки Скапена (фр. Les Fourberies de Scapin) — триактова комедія інтриги французького драматурга Мольєра. Дія відбувається у Неаполі. Український переклад — Ірина Стешенко.

## Дійові особи
- Аргант — батько Октава й Зербінетти
- Жеронт — батько Леандра й Гіацінти
- Октав — син Арганта, закоханий у Гіацінту
- Леандр — син Жеронта, закоханий у Зербінетту
- Зербінетта — ніби циганка, а насправді дочка Арганта й кохана Леандра
- Гіацінта — дочка Жеронта й кохана Октава
- Скапен — слуга Леандра, штукар
- Сільвестр — слуга Октава
- Неріна — мамка Гіацінти
- Карл — пройдисвіт
- Два носильники

## Зноски
1. ↑  Pavis, 1998, с. 65.
2. ↑  
Хоронжий Юрій. Шляхетні українки: Есеї-парсуни. — Київ : Видавництво імені Олени Теліги, 2004. — С. 137. — ISBN 966-7018-58-Х.